# Москва-Товарна
Москва-Товарна — залізнична станція головного ходу Жовтневої залізниці у Москві (Ленінградський напрямок). За основним характером роботи є вантажною, за обсягом роботи віднесена до 1 класу. Входить до складу Московського центру організації роботи станцій ДЦС-1 Жовтневої дирекції управління рухом.
Є стиковою міжзалізничною (передавальною) на Московську залізницю.

## Опис
Основна частина станції простягається від платформи Останкіно на північному заході (по I, II коліям захоплює платформу) до Крестовського шляхопроводу на південному сході.
На станції 4 головних колії і безліч додаткових колій. Чотири парки: 1 сортувальний, 6, 7, 8. Головні колії № I, II призначені для проходження приміських електропоїздів з лівостороннім рухом, головні колії № III, IV для проходження поїздів далекого прямування і експресів з правостороннім рухом. Четверта головна колія на даній ділянці лінії була побудована наприкінці 2000-х - початку 2010-х.
Крім основної частини станції можна виділити додаткові колії:
- Одна із колій прямує далі за Хрестовський шляхопровід, проходить між парканами, між головними коліями № III, IV і Олексіївською сполучною лінією МЗ, прямує до вантажного двору, що знаходиться на захід від Ленінградського вокзалу.
- Частина колій відходить від головного входу на захід паралельно Олексіївської сполучної лінії, на північ від колишнього Олексіївського поста, на північний захід від Вєткіної вулиці.

### Прилеглі перегони
- До станції Москва-Пасажирська (Ленінградському вокзалу) — чотириколійний (головні колії № I, II, III, IV). Колії № I, II прямують в межах станції тільки невеликою дільницею на північному заході, далі відокремлюються на схід на перегін, огинаючи станцію Миколаївка і прямуючі поруч з коліями Ярославського напрямку МЗ . Основні платформи Ризька №1,2 знаходяться на цьому перегоні. Колії № III, IV проходять уздовж всієї станції, на перегоні розташовані платформи Ризька №3,4, які не використовуються з 2010 року у штатному русі.
  - Також до станції Москва-Пасажирська існує додаткова сполучна колія для руху маневрових передач без засобів сигналізації (між з'їздом на Миколаївку і головними коліями № III, IV)
- До станції Ховрино — чотириколійний (головні колії № I, II, III, IV). Починається біля платформи Останкіно.
- До станції Миколаївка Московської залізниці — одноколійний. Стрілочний з'їзд під Хрестовським шляхопроводом. Прямує єдина електрифікована колія станції Миколаївка. Призначена для транзитного руху поїздів з/на Казанський/Рязанський напрямок МЗ.
- До станції Москва-Ризька Московської залізниці — двоколійний. Два стрілочних з'їзди на головні колії Олексіївської сполучної лінії МЗ, що проходять тут в межах Москви-Ризької.
  - З'їзд під Хрестовським шляхопроводом в сторону станції Москва-Каланчевська, що починається за мостом і далі на Курський і Горьківський напрямок МЗ. Використовувався в тому числі Сапсаном маршруту Санкт-Петербург — Нижній Новгород.
  - З'їзд в районі колишнього Олексіївського поста в сторону Ризького і Смоленського напрямків МЗ. У 2000-х деякий час був законсервований.